# Banca Popolare di Belpasso
La Banca Popolare di Belpasso S.p.a. è stata un istituto di credito italiano di Belpasso, in provincia di Catania, tra i più antichi e importanti della Sicilia.

## Storia
Fu costituita come banca cooperativa il 26 maggio 1891 a Belpasso, in provincia di Catania, con la denominazione Banca Operaia Cooperativa del Circolo degli Operai su iniziativa dei soci del Circolo degli Operai di Mutuo Soccorso, come strumento di solidarietà e per contrastare il problema dell'usura.
Divenuta Banca Popolare di Belpasso S.c.a.r.l. nel 1973, fu rilevata dalla Banca Popolare di Lodi nel 1997, e trasformata in società per azioni. Nel 1999, la BPB confluì per incorporazione nella banca capogruppo.

## Informazioni e dati
La Banca Popolare di Belpasso era una delle maggiori banche popolari siciliane, che al 1995 contava una rete di 23 sportelli nelle province di Catania e Messina.
A livello nazionale, nel 1986, si posizionava al 248º posto nell'elenco delle prime 650 banche italiane, ed impiegava circa 150 dipendenti in 19 sportelli. Notevole era anche la sua attività di raccolta bancaria, che nel 1987 fu di 314 miliardi di lire.

## Controversie
- Il 13 marzo 1991, morì per le percosse subite il direttore della banca Antonino Ludovico Bruno, di anni 50, picchiato da tre malviventi, che gli causarono un ematoma al cervello e la frattura della milza.[8] Costoro erano stati inviati dai capi della locale cosca mafiosa Pulvirenti, perché Bruno si oppose alle richieste del clan di concedere ai suoi membri prestiti senza garanzie.[9] Due dei tre assassini furono in seguito eliminati per ordine degli stessi vertici del clan, poiché il loro compito non era quello di uccidere il bancario, ma soltanto di recargli danni fisici per convincerlo a cambiare idea.[9]
- Il 14 gennaio 1992, la sede centrale della Banca Popolare di Belpasso fu rapinata da otto individui armati di fucili e pistole, che si impossessarono di 3 miliardi di lire, ed il fatto ebbe risonanza mediatica anche a livello nazionale.[8][10] Gli investigatori dell'epoca ritennero che gli autori della rapina fossero appartenenti al clan mafioso capeggiato dal boss Giuseppe Pulvirenti detto U Mappassotu.[8][11]
- Il 29 giugno 1995, la BPB fu oggetto di un'inchiesta giudiziaria da parte della Guardia di Finanza, scaturita dalle dichiarazioni rilasciate dai pentiti Filippo Malvagna e Alfio Licciardello, già appartenenti al Clan Pulvirenti.[12] Fu arrestato l'allora presidente della banca, accusato di concorso esterno in associazione mafiosa, a seguito di indagini avviate nel 1993 che avevano portato al rinvio a giudizio di 29 amministratori della banca per il reato di falso in bilancio.[13] Nelle indagini era emerso che alcuni prestiti e mutui a tassi di favore e senza adeguate garanzie, erano stati concessi dalla banca ad esponenti del clan mafioso di Belpasso.[13]